# Josef Dostál (botaniker)
Josef Dostál, född 20 december 1903 i Prag, död där 11 maj 1999, var en tjeckisk botaniker.
Auktorsnamnet Dostál kan användas för Josef Dostál (botaniker) i samband med ett vetenskapligt namn inom botaniken; se Wikipediaartiklar som länkar till auktorsnamnet.
Auktorsnamnet J.Dostal kan användas för Josef Dostál (botaniker) i samband med ett vetenskapligt namn inom botaniken; se Wikipediaartiklar som länkar till auktorsnamnet.